# 結城吉之助
結城 吉之助（ゆうき きちのすけ、1910年（明治43年）7月5日-2003年（平成15年）12月17日）は日本の政治家。山形県村山市長、引揚者団体全国連合会副理事長。

## 略歴
1910年（明治43年）7月5日、山形県に生まれる。1933年（昭和8年）に法政大学を卒業し、鏡泊学園に第一期生として入学する。2年目からは鏡泊学園の教官に任命されるが、応召され、咸興歩兵第74連隊で兵役を務める。
なお、鏡泊学園は、創立者山田悌一を含む学園関係者等15名が匪賊により殺害され、また、学園の財政難もあいまって、創立3年で学園は解散する。
除隊後、満州国の官吏となり、吉林省懐徳県街村指導官、1938年（昭和13年）に伊通県地方課長、1940年（昭和15年）に樺甸県総務部長、1942年（昭和17年）から満州国協和会に出向し、鶏寧県本部事務長、協和会副参事に就任する。
敗戦により引き揚げ後、団体職員などを経て、自由党総裁吉田茂の秘書になる。1951年（昭和26年）、山形県議会議員（5期）に当選し、1970年（昭和45年）に村山市長選に出馬し、当選する。
また、引揚者団体全国連合会副理事長、山形県日中友好協会副会長を務めた。
2003年（平成15年）12月17日に死去。

## 参考
- 『山形県年鑑』（山形新聞、1965）
- 『現代物故者事典2003-2005』（日外アソシエーツ、2006）
- 『満州に渡り・引き揚げるまで』結城吉之助